# 塔拉西夫卡 (鮑里斯皮爾區)
50°11′47″N 31°10′17″E / 50.19639°N 31.17139°E
塔拉西夫卡（烏克蘭語：Тарасівка）是位於烏克蘭北部的村莊，由基辅州鲍里斯皮尔区的鲍里斯皮尔市镇負責管轄。該村始建於1929年，面積0.99平方公里，海拔高度117米，2001年人口168，人口密度每平方公里170.4人。